# Charloun Rieu
Pour les articles homonymes, voir Rieu.
Charles Henri Rieu, dit Charloun Rieu (né le 1er novembre 1846 au Paradou et mort le 11 janvier 1924 à Fontvieille), deux villages des Alpilles (Bouches-du-Rhône), est un poète et conteur de langue provençale. Il a connu un succès régional grâce à la publication de trois tomes de Li Cant dóu Terraire (« Les Chants du terroir »), chansons composées par ses soins. Il est considéré par Frédéric Mistral comme « le chantre de la terre des Baux ».

## Biographie

### Poète
Né de Henri Rieu et Jeanne Fournier, parents de condition modeste, il reste ouvrier agricole toute sa vie, cultivant les champs d'oliviers dont il tire une huile vierge. Il est toujours accompagné de son mulet Roubin. Ce mode de vie simple ne l'empêche pas de faire publier dans la presse locale des chansons composées sur des airs alors à la mode. Sa verve provençale et ses dons de poète retiennent rapidement l'attention des félibres et, au premier chef, de Frédéric Mistral. Celui-ci découvre le poète en 1865 et le présente au grand public dans un article de L'Armana prouvençau de 1884 intitulé « Charloun dóu Paradou ». Cette année, il compose la première chanson que l'on connaît de lui, La Secaresso (« La Sécheresse ») et voit publier pour la première fois une de ses œuvres : Li Barrejaire (ou Lou Moulin d'oli).
En 1902, il est nommé maître en gai savoir ; et en 1910, il est élu majoral du Félibrige.
Charloun Rieu se déplace de mas en mas et de village en village pour y interpréter ses chansons. Frédéric Mistral écrit de lui en 1884 : 

« Au fin fond de la Crau, dans ces métairies perdues, là-bas, entre la mer et le Rhône, où paissent les troupeaux de chevaux blancs et de taureaux noirs, les gardians, les bouviers, les « maraîchins », les valets de ferme, les pêcheurs de sangsues, se réunissent le dimanche pour attendre Charloun. Ils sont là quelquefois une centaine ; ils mangent une brebis, quelques platées d'escargots ou une matelote de carpes de marais. Après, Charloun se dresse, et en voulez-vous, des chansons ? Nous y voilà : des chansons pour la moisson, des chansons pour les pâtres, des chansons pour l'olivaison, des chansons de soldats, des chansons d'amourettes.
— Oh, les belles veillées ! me disait un jour Charloun. Il me faut bien trois heures de marche pour y aller, trois heures pour le retour, à travers les cailloux et les herbes palustres ; mais je ne plains pas mes jambes. Ah ! comme ces gens-là aiment le Félibrige ! C'est un plaisir, là, de chanter. Ils vous écoutent comme de vrais grillons. »

C'est Frédéric Mistral qui lui préface son premier livre, Li Cant dóu Terraire (« Les Chants du terroir », 58 chansons), dont le tome I paraît en 1897 ; il est suivi du tome II en 1900 (Li Nouvèu Cant dóu Terraire, « Les Nouveaux Chants du terroir », 38 chansons), puis du tome III, paru en 1904 (Li Darrié Cant dóu Terraire, « Les Derniers Chants du terroir », 37 chansons),, tous édités par Paul Ruat. On estime qu'une cinquantaine de chansons de Charloun Rieu restent à ce jour inédites.
Ces chansons, par la richesse et l'harmonie de leur langue, obtiennent un grand succès et certaines sont toujours chantées et dansées comme :
- La mazurka souto li pin (« La mazurka sous les pins »).
- Lou moulin d'òli (« Le moulin à huile »).
- Moun San-Miquéu (« Mon déménagement »)[4].

Le journal l'Aioli lui ouvre ses colonnes, de 1891 à 1899. Il y publie une série de contes et de chroniques sur la vie rurale dans la Crau, les Alpilles et la Camargue. L'ensemble de cette œuvre a été regroupée et éditée sous le titre Lou moulin d'òli, repris d'une de ses chansons, en 1986. Un peu plus tard, il traduit en provençal l'Odyssée d'Homère qu'il fait éditer en 1907.
Porté par le succès, il se lance dans le théâtre et compose une comédie dramatique, Margarido dòu Destet (« Marguerite du Destet ») dont le texte est publié en 1966.

### Relations avec les femmes
Charloun Rieu reste célibataire jusqu'à sa mort. Pourtant, son œuvre est peuplée de nombreuses femmes, qui donnent de nombreuses indications relatives à ses relations féminines. Marcel Bonnet recense « la voisine, la Protestante, la Juive... Il y a la brune et la blonde, cette dernière plusieurs fois évoquée, mais toujours présente, et dont on sent qu'elle brise toujours le cœur. » Il connaît plusieurs femmes, évoluant dans le domaine artistique et littéraire de la fin du XIXe siècle dans les Alpilles, sans que l'on puisse dire de façon formelle qu'il ait eu des liaisons avec elles.
Ainsi, la poétesse Brémonde de Tarascon, de Fontvieille, était proche de Rieu. Celui-ci l'avait connu quand il s'était loué au mas où vivait la jeune femme, le mas de Dabroussille. Lorsque celle-ci meurt, à 40 ans, des contemporains évoquent les larmes de Charloun Rieu lorsqu'il se présente devant sa tombe.
Hébergé depuis 1920 par la famille Gay-Lussac au mas d'Auge à Fontvieille, Charloun Rieu décède le 9 janvier 1924 des suites "d'une congestion causée par le froid" : il chute d'une hauteur de 3 mètres depuis un escalier extérieur et n'est découvert que le lendemain matin. Il meurt à l'âge de 77 ans et est inhumé dans son village natal du Paradou.